# Mongolens Hævn
Mongolens Hævn (originaltitel On Time) er en amerikansk stumfilm fra 1924 instrueret af Henry Lehrman.

## Medvirkende
- Richard Talmadge som Harry Willis
- Billie Dove som Helen Hendon
- Stuart Holmes som Richard Drake
- George Siegmann som Wang Wu
- Tom Wilson som Casanova Clay
- Charles Clary som Horace Hendon
- Douglas Gerard som Mr. Black
- Fred Kirby som Dr. Spinks
- Frankie Mann som Mrs. Spinks